# Kölnivíz

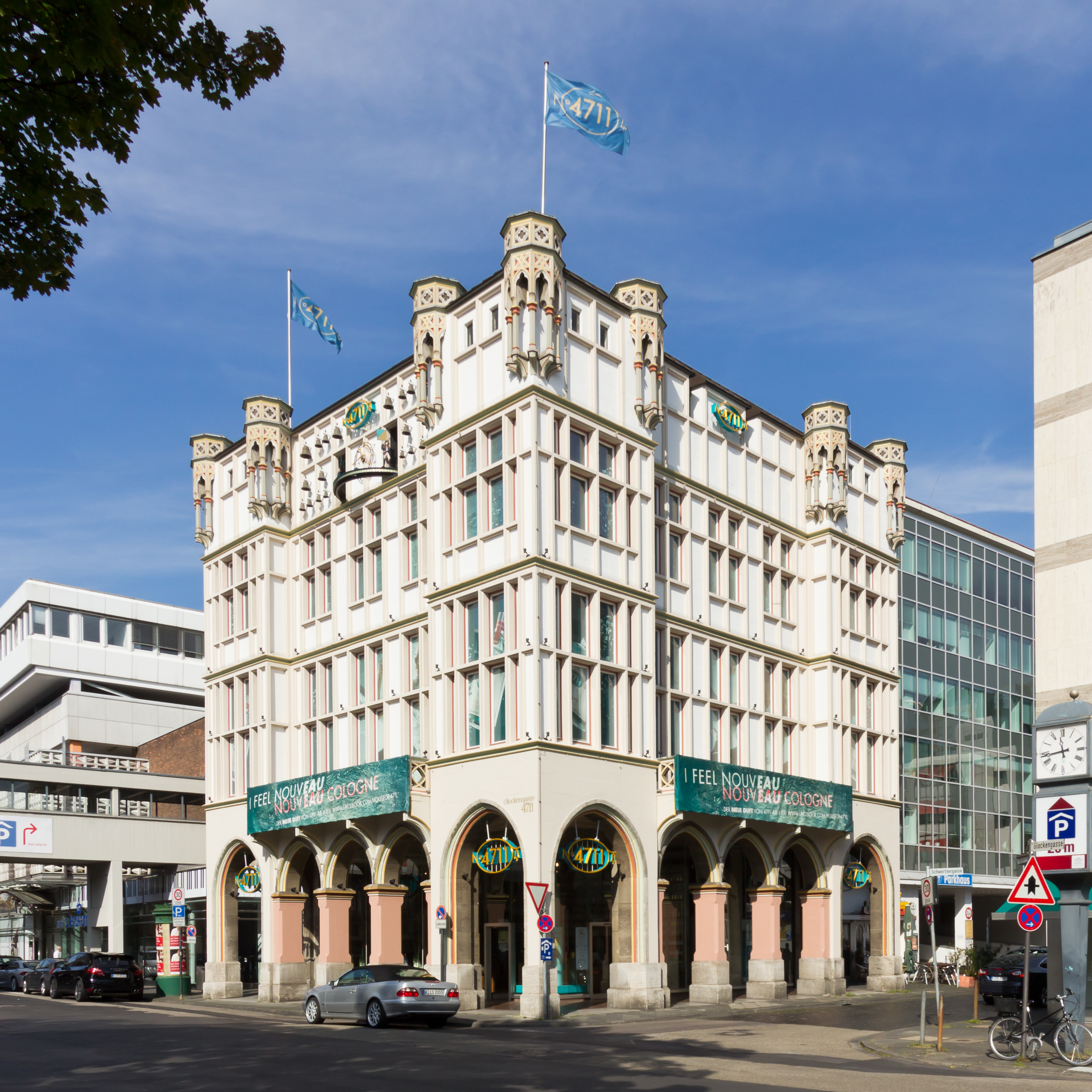
A 4711 sz. ház

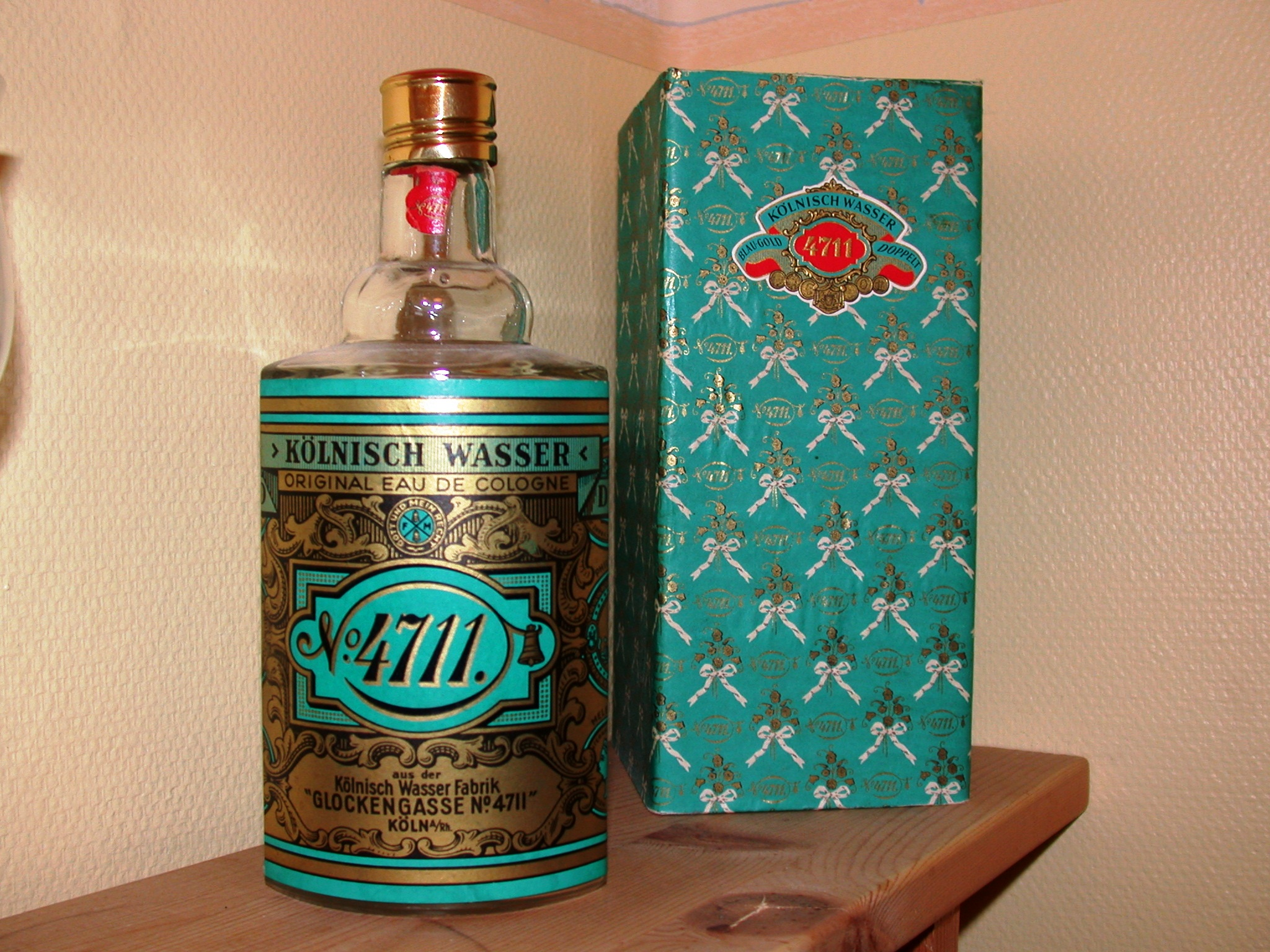

A kölnivíz (Kölnisch Wasser) egy illatszer. A forgalomba hozatal előtt évekig tölgyfahordókban érlelik. 

## Összetevői
Összetétele titkosan őrzött, csak a legfőbb alkotórészei ismertek: citrusfélékből kivont illóolajok, rozmaring, levendula és tiszta alkohol.
A kölnivíz receptje az olasz származású  Johann Maria Farinától származik, aki 1709-ben alapította kölni parfümgyárát. Forradalmi eljárásokat alkalmazott az Eau de Cologne receptúrájában. A létrehozott friss és könnyű illat teljesen más volt, mint az addigi erőteljesen buja esszenciák. Farina tiszta alkoholt desztillált és abban oldotta fel az illatanyagokat.
A kölnivíz hamar népszerűvé vált, 1747-re már Európa-szerte ismerték. II. Frigyes, Goethe és Napóleon is lelkesen használta.
A kölnivíz gyártása ma is családi kézben van.